# Confine tra Gabon e Repubblica del Congo
Il confine tra il Gabon e la Repubblica del Congo ha una lunghezza di 2567 km e va dal triplice confine con il Camerun a nord, fino all'Oceano Atlantico a sud.

## Descrizione
Il confine parte dal triplice confine con il Camerun a nord seguendo inizialmente il fiume Ivindo e poi il suo tributario, Djoua. Il tracciato prosegue generalmente da nord a sud e poi da est a ovest in modo molto irregolare, seguendo in alcuni e brevi tratti alcuni fiumi come il Letili, Ngounie, Nyanga. Esso termina a ovest nell'Oceano Atlantico.

## Storia
Il confine emerse per la prima volta durante la Spartizione dell'Africa, un periodo di intensa competizione tra le potenze europee nel tardo XIX secolo per il controllo dei territori in Africa. Il processo culminò nella Conferenza di Berlino del 1884, in cui le nazioni europee interessate concordarono le loro rispettive rivendicazioni territoriali e le regole degli impegni futuri. Come risultato di ciò, la Francia ottenne le terre esplorate da Pierre Savorgnan de Brazzà per la Francia in Africa centrale, più o meno equivalenti al moderno Gabon e Congo-Brazzaville, che in seguito nel 1910 insieme all'attuale Repubblica Centrafricana e al Ciad, anch'esse sotto il dominio francese, si unirono nella colonia federale dell'Africa Equatoriale Francese (Afrique équatoriale française, AEF). I confini interni tra Gabon e Congo-Brazzaville furono delimitati dagli amministratori coloniali francesi. La linea di separazione interna per lo più segue i fiumi e bacini idrografici ma non fu mai descritta e delineata dettagliatamente. Il confine, essendo interno alla federazione, cambiò più volte durante l'epoca coloniale. L'ultima modifica avvenne nel 1947 con l'annessione della provincia di Haut-Ogooué a favore del Gabon.
In seguito alla decolonizzazione e all'indipendenza avvenuta nel 1960, il confine divenne internazionale tra due stati sovrani. A partire dagli anni '70, diverse aree contese, compresa la frontiera marittima, furono notate dai governi del Gabon e della Repubblica del Congo. Nel 2014 i due Stati firmarono un protocollo per l'istituzione di una commissione mista per risolvere le questioni legate alle frontiere.

## Insediamenti al confine
- Mbinda (Repubblica del Congo)